# Ежовый скат
Ежовый скат (лат. Leucoraja erinacea) — вид хрящевых рыб семейства ромбовых скатов отряда скатообразных. Обитают в умеренных водах юго-западной Атлантики между 49° и 33° с. ш. и между 78° и 59° з. д. Встречаются на глубине до 329 м. Их крупные, уплощённые грудные плавники образуют диск в виде ромба. Максимальная зарегистрированная длина 54 см. Откладывают яйца. Представляют незначительный интерес для коммерческого промысла. Служат модельным организмом для исследований.

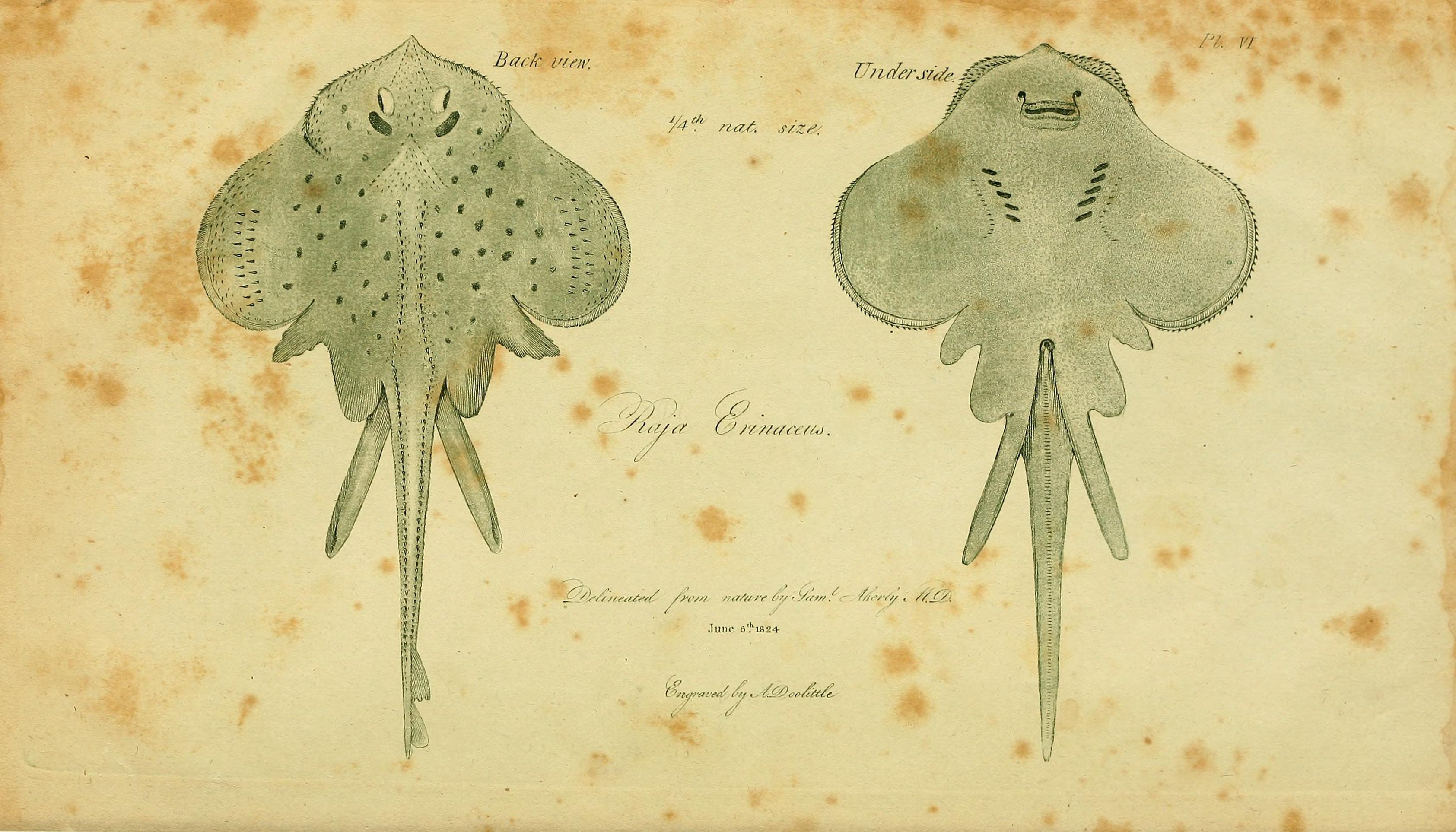
Старинное изображение Raja erinaceus (1825)

## Таксономия
Впервые вид был научно описан в 1825 году как Raja erinaceus. Видовое название происходит от слова лат. ericius — «ёж». Leucoraja erinacea и Leucoraja ocellata являются симпатрическими видами, неполовозрелых скатов часто путают, с возрастом появляются различия.

## Ареал
Эти демерсальные океанодромные скаты обитают у берегов Канады (Новая Шотландия) и США (Северная Каролина). Предпочитают песчаное и гравелистое дно. Встречаются в прибрежных водах на глубине 90—329 м при температуре 1,2—21 °C и солёности воды 27—33,8 ‰. Не совершают длительных миграций, однако в прибрежной части ареала летом они заходят на мелководье, а осенью и зимой держатся на глубине. В южной части ареала по мере изменения температуры перемещаются южнее или севернее.

## Описание
Широкие и плоские грудные плавники этих скатов образуют округлый ромбический диск с притуплённым рылом с центральным кончиком. На вентральной стороне диска расположены 5 жаберных щелей, ноздри и рот. На тонком хвосте имеются латеральные складки. 2 спинных плавника и хвостовой плавник редуцированы. Ширина диска в 1,2 раза превосходит длину. На каждой челюсти имеется серия из 38—66 зубов, образующая пластину для перетирания пищи. Брюшные плавники разделены надвое, передняя часть образует «ножки». У молодых скатов хвост длиннее диска, а у взрослых короче. Синные плавники расположены близко друг к другу у кончика хвоста. Дорсальную поверхность покрывают шипики, срединный ряд колючек отсутствует. Колючками покрыты голова, плечи и хвост. Самцы в целом менее колючие по сравнению с самками.
Окраска дорсальной поверхности диска сероватого или коричневатого цвета с многочисленными тёмными пятнышками. Края диска светлее. Вентральная поверхность белая или серая. Хвост покрыт тёмными отметинами неправильной формы. Внешне Leucoraja erinacea похожи на Leucoraja ocellata, имеющих ровную окраску. Максимальная зарегистрированная длина 54 см, средний размер колеблется в пределах 41—51 см. Особи, обитающие в северной части ареала, в целом крупнее.

## Биология

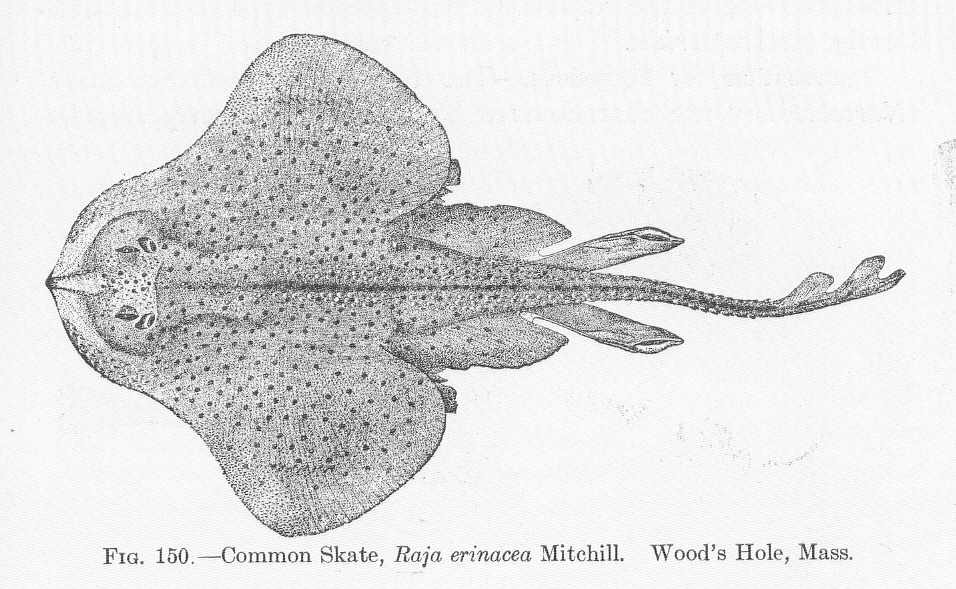
Передние лопасти брюшных плавников образуют «ножки»

Эти скаты ведут ночной образ жизни, проводя день неподвижно на дне под слоем осадков. Они перемещаются с помощью брюшных плавников, передняя лопасть которых превратилась в своеобразные «ножки» с тремя гибкими сочленениями и модифицированными костно-мышечными элементами. Скаты отталкиваются от дна обоими «ножками» и скользят на некоторое расстояние с помощью диска, переставляя «ножки» для следующего толчка. Кроме того «ножки» служат в качестве опоры, когда скат хочет повернуть. Было сделано предположение, что они помогают охотиться за счет уменьшения турбулентности воды, которая может спугнуть добычу или исказить электрорецепцию ската.
На хвосте ежового ската имеются органы, генерирующие слабое электрическое поле. Электрический разряд длится 70 мс и имеет головную отрицательную монофазную волну. Вероятно, электрические органы помогают скатам находить партнера для спаривания.
На этих скатов охотятся акулы, другие скаты, костистые рыбы, такие как треска, удильщики, волосатковые, американский керчак, луфарь и летний паралихт, длинномордые тюлени и крабы Cancer irroratus. Яйцевыми капсулами Leucoraja erinacea питаются зелёные морские ежи и брюхоногие моллюски обыкновенные букцинумы. На скатах паразитируют простейшие Caliperia brevipes, Haemogregarina delagei и Trypanosoma rajae, myxosporea Chloromyxum leydigi и Leptotheca agilis, нематода Pseudanisakis tricupola и веслоногие рачки Eudactylina corrugata и Lernaeopodina longimana.

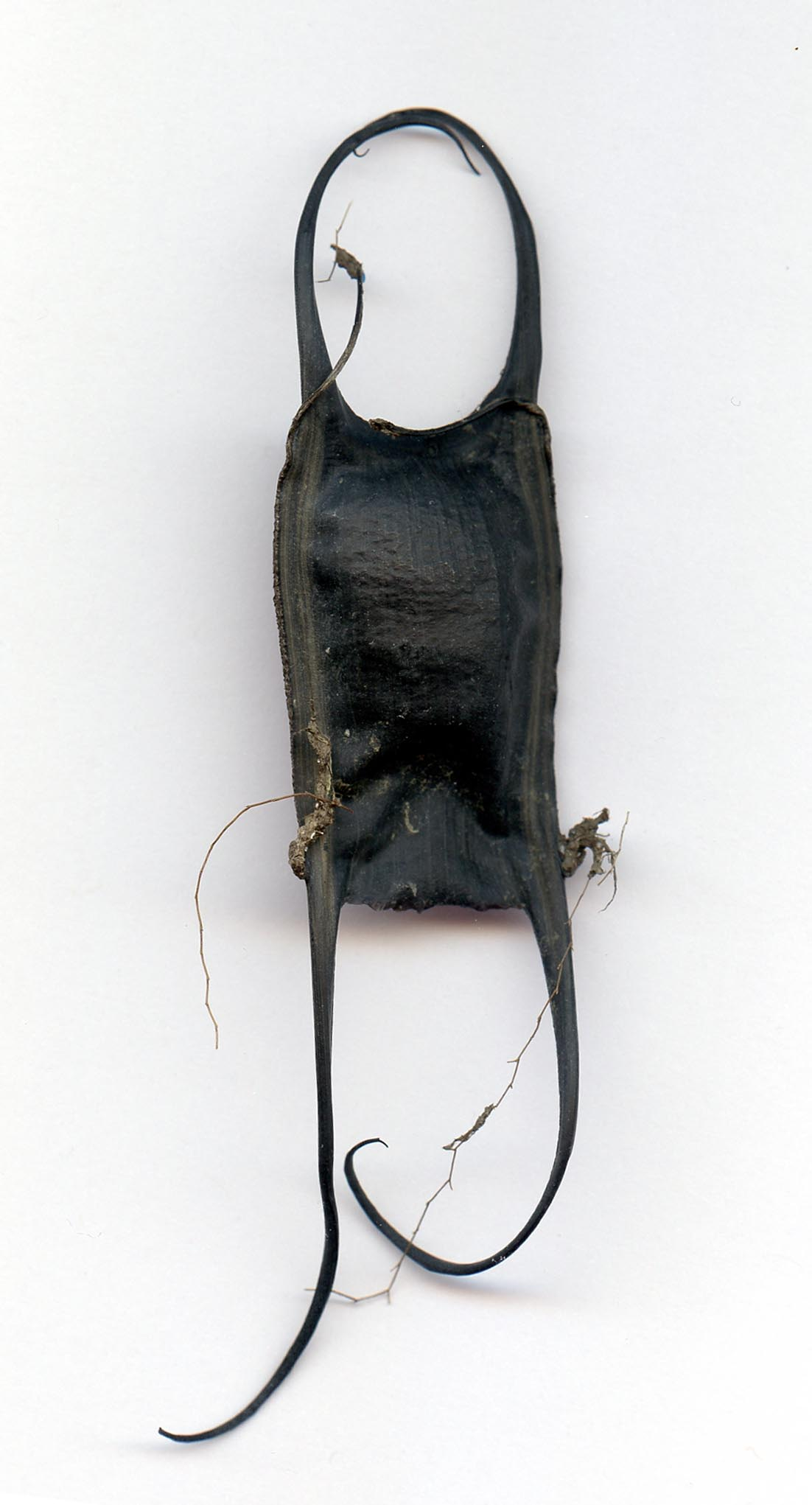
Яйцевая капсула Leucoraja erinacea

### Питание
Рацион ежового ската состоит в основном из десятиногих рачков и бокоплавов. Полихеты также являются важным источником пищи, тогда как на прочих беспозвоночных и мелких донных рыб эти скаты охотятся редко. По мере роста доля ракообразных в рационе увеличивается. Leucoraja erinacea делят среду обитания с Leucoraja ocellata, однако последние питаются в основном животными, закапывающимися в грунт, тогда как основу рациона Leucoraja erinacea составляет эпифауна (животные, обитающие на поверхности грунта). Вокруг рта у этих скатов наблюдается высокая концентрация ампул Лоренцини, которые обеспечивают высокую степень пространственной точности при охоте за добычей.

### Размножение
Ежовые скаты откладывают яйца, заключённые в жёсткую роговую капсулу с выростами на концах. Эмбрионы питаются исключительно желтком. Размножение происходит круглый год, однако яйцевые капсулы чаще попадаются с октября по декабрь и с апреля по май, в августе-сентябре и феврале-мае они редки. В среднем самки откладывают яйца два раза в год, весной и осенью, и производят ежегодно 10—35 яиц. Они откладывают яйца попарно на песчаное дно на глубине свыше 27 м. Яйцевые капсулы поначалу янтарного цвета, затем становятся зелёно-коричневыми и твердеют. В каждой капсуле длиной 4,4—6,3 см и шириной 3,0—4,5 см содержится единственное яйцо. Выросты по углам удерживают капсулу на грунте. Передние выросты в 2 раза короче капсулы и загибаются внутрь, тогда как задние имеют одинаковую длину с капсулой и почти прямые.
В неволе новорождённые вылупляются через 5—6 месяцев, тогда как в естественных условиях этот период может длиться до года в зависимости от температуры воды. У эмбрионов на хвосте имеется хлыстообразный вырост, который, вероятно, служит для циркуляции воды. Длина новорождённых 9,3—10,2 см, они представляют собой миниатюрную копию взрослых скатов. В первые 3 года они прибавляют по 10 см ежегодно, затем скорость роста замедляется до 5 см. Самцы в целом крупнее самок. Самцы и самки достигают половой зрелости при длине 32—43 см и 36—45 см. Продолжительность жизни оценивается в 5 лет.
У юго-восточного побережья Коннектикута был пойман необычный скат этого вида, у которого с левой стороны имелись яички, семявыносящий проток и птеригоподий, а справа неразвитый яичник, скорлуповая железа и яйцевод. Подобное явление гермафродитизма у пластиножаберных встречается крайне редко.

## Взаимодействие с человеком
Эти скаты представляют незначительный интерес для коммерческого промысла из-за небольшого размера. В кулинарной книге «Stalking the Blue-eyed Scallop» говорилось, что правильно приготовленные крылья ежового ската по вкусу не уступают мясу гребешка. Этих скатов часто используют в качестве приманки в ловушках на омаров и угрей Попадаются в качестве прилова в донные тралы. Страдают от перелова. Их используют в качестве модельного организма в биомедицинских исследованиях. Международный союз охраны природы присвоил виду охранный статус «Близкий к уязвимому положения».